# Liste der Schiffe der United States Navy/D

## D
- USS D-1 (SS-17)
- USS D-2 (SS-18)
- USS D-3 (SS-19)

## Da
- USS Dace (SS-247, SSN-607)
- USS Dacotah (1859)
- USS Dade (APA-99)
- USS Daedalus (ARL-34)
- USS Daffodil ()
- USS Daggett County (LST-689)
- USS Dahl (AKR-312)
- USS Dahlgren (TB-9, DD-187, DDG-43)
- USS Dahlia ()
- USS Dai Ching ()
- USS Daiquiri ()
- USS Daisy (SP-1285, )
- USS Daisy Archer ()
- USS Dakins (DE-85)
- USS Dakotan ()
- USS Dale (1839, DD-4, DD-290, DD-353, CG-19)
- USS Dale W. Peterson (DE-337)
- USS Dalhart (PC-619)
- USS Dallas (DD-199, CA-140, CA-150, SSN-700)
- USS Dalton Victory ()
- USS Daly (DD-519)
- USS Damato (DD-871)
- USS Damon M. Cummings (DE-643)
- USS Dan Smith ( , )
- USS Dana ()
- USS Dandelion ()
- USS Dane (APA-238)
- USS Dania (PCE-870)
- USS Daniel (DE-335)
- USS Daniel A. Joy (DE-585)
- USS Daniel Boone (SSBN-629)
- USS Daniel T. Griffin (DE-54/APD-38)
- USS Daniel Webster (SSBN-626)
- USS Dapdap ()
- USS Daraga ()
- USS Darby (DE-218)
- USS Daring (AM-87)
- USS Darke (APA-159)
- USS Darlington ()
- USS Dart ( , )
- USS Darter (S-227, SS-576)
- USS Dash (AM-88, MSO-428)
- USS Dashiell (DD-659)
- USS Dauntless ( , PG-61)
- USS Dauphin (APA-97)
- USS Davenport ()
- USS Davey ()
- USS David C. Shanks (AP-180)
- USS David K. Philips ()
- USS David R. Ray (DD-971)
- USS David W. Taylor (DD-551)
- USS Davidson (FF-1045)
- USS Daviess County (LST-692)
- USS Davis (TB-12, DD-65, DD-395, DD-937)
- USS Davison (DD-618)
- USS Dawn ( )
- USS Dawson (APA-79)
- USS Day (DE-225)
- USS Daylight ()
- USS Dayton (CL-78, CL-105)

## De
- USS De Grasse (1918 , AP-164/AK-223)
- USS De Haven (DD-469, DD-727)
- USS De Kalb County (LST-715)
- USS De Lesseps ()
- USS De Soto ( , )
- USS De Soto County (LST-1171)
- USS De Steiguer (AGOR-12)
- USS De Wert (FFG-45)
- USS Deal (AKL-2, AG-131)
- USS Dealey (DE-1006)
- USS Dean II (SP-98)
- USS Deane (1778, DE-86)
- USS Dearborn (PF-33)
- USS Decatur (1839, DD-5, DD-341, DD-936/DDG-31, DDG-73)
- USS Decker (DE-47)
- USS Decoy ()
- USS Deede (DE-263)
- USS Defender (MCM-2)
- USS Defense (AM-317)
- USS Defiance ( , PG-95)
- USS Deft ()
- USS Deimos (AKL-40, AK-78)
- USS DeKalb (ID-3010)
- USS Dekanawida ()
- USS Dekanisora ()
- USS Dekaury ()
- USNS Del Monte (T-AK-5049)
- USNS Del Valle (T-AK-5050)
- USS Delaware (1776, 1798, 1820, 1861, 1869, BB-28, SSN-791)
- USS Delbert W. Halsey ()
- USS Delegate ()
- USS Delgada (CVE-40)
- USS Deliver (ARS-23)
- USS DeLong (TB-28, DD-129, DE-684)
- USS Delphinus (AF-24, PHM-1)
- USS Delphy (DD-261)
- USS Delta (1864, AK-29, AR-9)
- USS Delta King ()
- USS Delta Queen ()
- USS Demand ()
- USS Demeter ()
- USS Deming (PCS-1392)
- USS Democracy (SP-2215)
- USS Dempsey (DE-26)
- USS Denebola (AD-12, AF-56, AKR-289)
- USS Dennis (DE-405)
- USS Dennis J. Buckley (DD-808)
- USS Density ()
- USS Dent (DD-116/APD-9)
- USS Dentuda (SS-335)
- USS Denver (C-14/PG-26/CL-16, CL-58, LPD-9)
- USS Deperm (ADG-10)
- USS Derickson (AGS-6)
- USS Derrick ()
- USS Des Moines (C-15/PG-29/CL-17, CA-134)
- USS Design ()
- USS Desire ()
- USS Despatch ()
- USS Despite (AM-89)
- USS Desplaines River (LFR-412)
- USS Detector (AMC-75, MSO-429)
- USS Detroit (C-10, CL-8AOE-4)
- USS Deucalion ()
- USS Deuel (APA-160)
- USS Devastator (MCM-6)
- USS Develin ()
- USS Device ()
- USS Devilfish (SS-292)
- USS Devosa (AKA-27)
- USS Dewees ()
- USS Dewey (DD-349, DLG-14, DDG-105)
- USS Dextrous (MCM-13)
- USS Deyo (DD-989)

## Di
- USS Diablo (SS-479)
- USS Diachenko (APD-123)
- USS Diamond ()
- USS Diamond Head (AE-19)
- USS Diamond State (ACS-7)
- USS Diana ()
- USS Dianthus ()
- USS Dickens (APA-161)
- USS Dickerson (DD-157)
- USS Dicky ()
- USS Dictator (1863)
- USS Diligence ()
- USS Diligent ( , )
- USS Diodon ()
- USS Diomedes ()
- USS Dionne (DE-261)
- USS Dionysus ()
- USS Diphda (AKA-59)
- USS Diploma ()
- USS Dipper ()
- USS Direct (AM-90, MSO-430)
- USS Discoverer (ARS-3)
- USS Disdain ()
- USS Dispatch (PY-8)
- USS Diver ()
- USS Dixie (1893, AD-14)
- USS Dixon (AS-37)
- USS Dlonra ()

## Do
- USS Dobbin (AD-3)
- USS Dobler (DE-48)
- USS Dochra ()
- USS Doddridge (AK-176)
- USS Dodge County (LST-722)
- USS Dodger II ()
- USS Dogfish (SS-350)
- USS Dohasan ()
- USS Dohema Jr. ()
- USS Doherty (DE-14)
- USS Doloma ()
- USS Dolphin (1777, 1821, 1836, #874, PG-24, SS-169, AGSS-555)
- USS Dominant ( , MSO-431)
- USS Domino ()
- USS Don ()
- USS Don Juan de Austria ()
- USS Don Marquis ()
- USS Don O. Woods (APD-118)
- USS Donacona ()
- USS Donald B. Beary (FF-1085)
- USS Donald Cook (DDG-75)
- USS Donald W. Wolf (APD-129)
- USS Donaldson (DE-44, DE-55)
- USS Doneff (DE-49)
- USS Donegal ()
- USS Donnell (DE-56)
- USS Donner (LSD-20)
- USS Dorado (SS-248, SS-526)
- USS Doran (DD-185, DD-634)
- USS Dorchester (1917, APB-46/AKS-17)
- USS Doris B. III ()
- USS Doris B. IV ()
- USS Dorothea (1898)
- USS Dorothea L. Dix (AP-67)
- USS Dorothy ()
- USS Dorothy Cullen ()
- USS Dorsey (DD-117)
- USS Dortch (DD-670)
- USS Dotterel ()
- USS Douglas (PG-100)
- USS Douglas A. Munro (DE-422)
- USS Douglas H. Fox (DD-779)
- USS Douglas L. Howard (DE-138)
- USS Douglas County (LST-731)
- USS Dour ()
- USS Downes (DD-375, FF-1070)
- USS Doyen (DD-280, AP-2/APA-1)
- USS Doyle (FFG-39)
- USS Doyle C. Barnes (DE-353)

## Dr
- USS Draco (AK-79)
- USS Dragon ()
- USS Dragonet (SS-293)
- USS Drake (AM-359)
- USS Drayton (DD-23, DD-336)
- USS Dreadnought ()
- USS Drechterland ()
- USS Drew (APA-162)
- USS Drexler (DD-741)
- USS Driller (YO-61)
- USS Driver ()
- USS Druid ()
- USS Drum (SS-228, SSN-677)
- USS Drury (DE-46)
- USS Drusilla ()
- USS Du Pont (TB-7 , DD-152, DD-941)
- USS Duane (AGC-6/WPG-)
- USS Dubhe ()
- USS Dubuque (PG-17, LPD-8)
- USS Duc de Lauzun ()
- USS Duffy ()
- USS Dufilho (DE-423)
- USS Dugong (SS-353)
- USS Dukes County (LST-735)
- USS Duluth (CL-87, LPD-6)
- USS Dumaran (ARG-14)
- USS Dumbarton ()
- USS Duncan (DD-46, DD-485, DD-874, FFG-10)
- USS Dunderberg (1865)
- USS Dunlap (DD-384)
- USS Dunlin ( , )
- USS Dunn County (LST-742)
- USS DuPage (APA-41, APB-61)
- USS Duplin (AKA-87)
- USS Durant (DE-389)
- USS Durham (LKA-114)
- USS Durik (DE-666)
- USS Dutchess (APA-98)
- USS Dutton (AGS-8 , AGS-22)
- USS Duval (AK-177)
- USS Duval County (LST-758)
- USS Duxbury Bay (AVP-38)
- USS Dwight D. Eisenhower (CVN-69)
- USS Dwyn Wen ()
- USS Dyer (DD-84)
- USS Dyess (DD-880)
- USS Dynamic (AM-91, MSO-432)
- USS Dyson (DD-572)